# Медленная река
«Медленная река» (англ. Slow River) — научно-фантастический роман британской писательницы Николы Гриффит, впервые опубликованный в 1995 году. Роман получил премию «Небьюла» за лучший роман и литературную премию «Лямбда». Роман получил высокую оценку критиков за его стиль и сюжет, в то время как использование множественных повествовательных режимов подверглось критике.

## Краткое содержание
Роман состоит из трёх повествовательных линий. Первая часть внутренней хронологии повествует о Лоре Ван Эстерлинг, отпрыске богатой и влиятельной семьи, которая проходит подготовку для высокопоставленной должности в отрасли генетически модифицированных бактерий. В то же время Лоре приходится бороться с жестокими членами своей семьи. Во втором случае Лору похищают, и её семья отказывается платить за неё выкуп. После попытки побега она начинает зарабатывать на жизнь, участвуя в секс-шоу и обманывая богатых людей, в компании женщины по имени Спаннер, которая даёт ей убежище. В последней ветке Лора расстается со Спаннер и устраивается на работу на очистные сооружения, а затем вступает в конфронтацию со своей семьёй.

## Критика
Роман был впервые опубликован в 1995 году. В 1997 году роман получил премию «Небьюла» за лучший роман, а в 1996 году — литературную премию «Лямбда». Kirkus Reviews похвалил работу Гриффит, написав, что её «мрачное ближайшее будущее» было убедительным. Описывая книгу как «откровенно лесбийскую драму», авторы рецензии добавили, что Гриффит написала её «мастерски и обаятельно». Publishers Weekly раскритиковал переключение повествования от первого лица на повествование от третьего лица, отметив, что «поначалу это было освежающе», но привело к ещё большей путанице: этот момент в критике поддержал и Kirkus. Publishers Weekly добавляет, что смена точек зрения была «единственной ошибкой» Гриффит, и что роман был «исключительно хорошо написан». В «The Encyclopedia of Science Fiction» было отмечено, что сюжет «гуманный, но временами извращённый», и отмечена глубина, с которой Гриффит исследовала вымышленную обстановку недалёкого будущего. 
Исследователь Пиа Мёллер описала книгу как триллер и любовный роман и отметила, что это могло привести к тому, что она получила меньше внимания со стороны критиков, в частности, потому, что Гриффит, возможно, «пожертвовала развитием персонажей ради напряжённого ожидания». Мёллер отметила, что статус книги как лесбийского романа, в частности, мог привести к её маргинализации. Она добавила, что в рассказе представлено «изысканное изображение управления окружающей средой», и похвалила Гриффит за написание книги, которая сделала социологические темы доступными для широкой аудитории.